# Łagoszów Mały
Łagoszów Mały (niem. Klein Logisch) – wieś w Polsce położona w województwie dolnośląskim, w powiecie głogowskim, w gminie Jerzmanowa.

## Podział administracyjny
W latach 1975–1998 miejscowość położona była w województwie legnickim.

## Nazwa
W księdze łacińskiej Liber fundationis episcopatus Vratislaviensis (pol. Księga uposażeń biskupstwa wrocławskiego) spisanej za czasów biskupa Henryka z Wierzbna w latach 1295–1305 miejscowość wymieniona jest w zlatynizownej formie Logusch.

## Zabytki
Do wojewódzkiego rejestru zabytków wpisany jest obiekt:
- dwór, z pierwszej poł. XIX w.